# Huititno'm
Huititno'm (Huititnom) /= middle ridge people,/, jedna od sedam bandi pravih Yuki Indijanaca u dolini Eel Rivera sa South fork of Middle Forka u Kaliforniji. Bili su u neprijateljstvu s bandama Wintun Indijanaca zbog depozita soli na Salt Creeku.

## Vanjske poveznice
- Yuki Indian Bands, Gens and Clans  Arhivirana inačica izvorne stranice od 26. travnja 2008. (Wayback Machine)